# Grazzanise
Grazzanise är en ort och kommun i provinsen Caserta i regionen Kampanien i Italien. Kommunen hade 7 041 invånare (2017).